# Drzycim
Drzycim (niem. Dretz) – wieś w Polsce położona w województwie kujawsko-pomorskim, w powiecie świeckim, w gminie Drzycim.

## Podział administracyjny i demografia

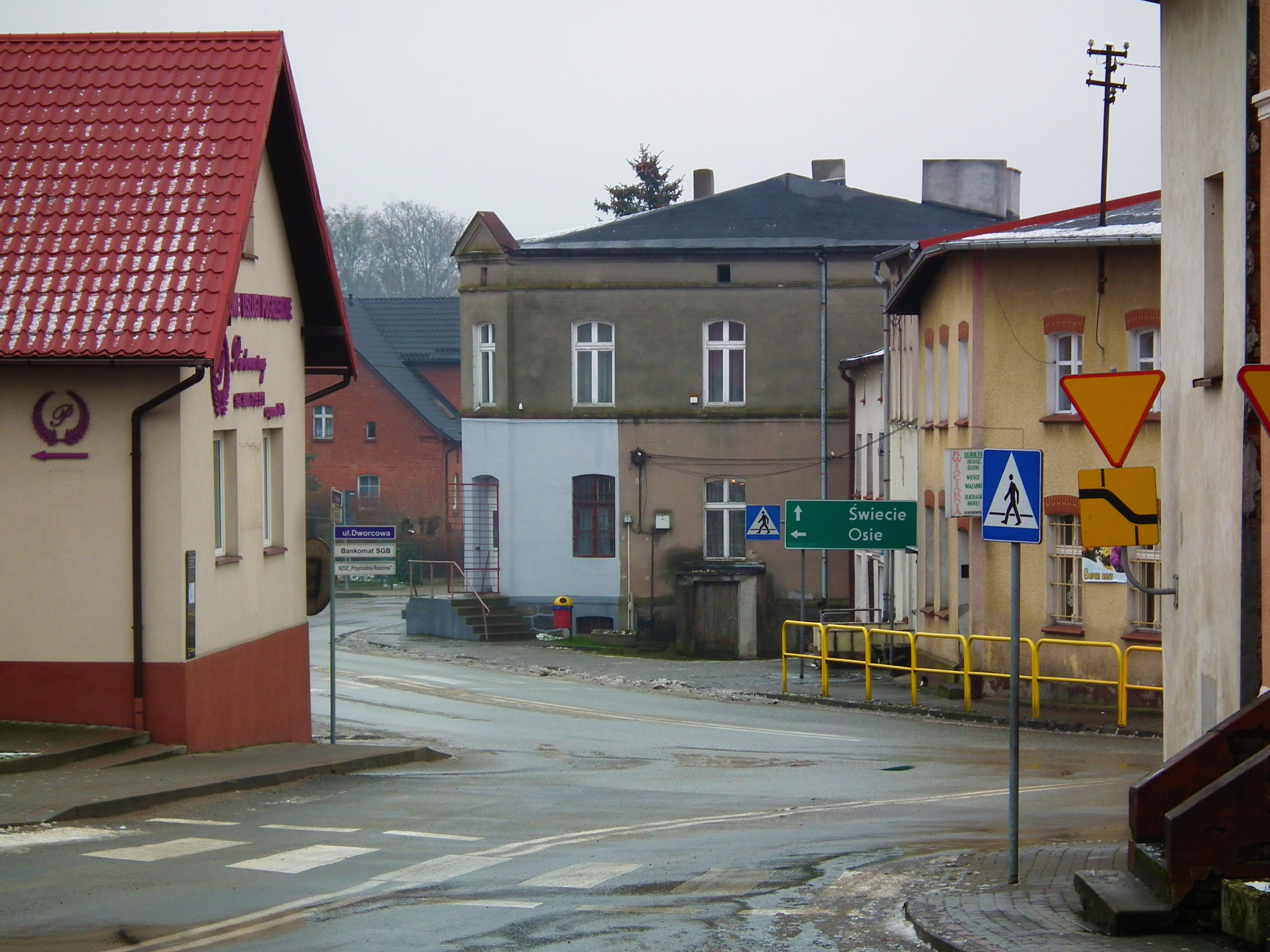
Fragment zabudowy w centrum

Miejscowość jest siedzibą gminy Drzycim. W latach 1975–1998 miejscowość administracyjnie należała do województwa bydgoskiego. Według Narodowego Spisu Powszechnego (III 2011 r.) liczyła 1299 mieszkańców. Jest największą miejscowością gminy Drzycim.

## Opis
Drzycim leży przy linii kolejowej Laskowice Pomorskie-Chojnice i przy drodze wojewódzkiej nr 239. Znajduje się tam Zespół Placówek Oświatowych, składający się z Przedszkola i Szkoły Podstawowej, przychodnia lekarska, parafia rzymskokatolicka pw. Matki Boskiej Pocieszenia, biblioteka gminna, Gminne Centrum Informacji, jednostka Ochotniczej Straży Pożarnej oraz urząd gminy. W gminie istnieje klub sportowy LZS Drzycim, którego sekcja piłkarska Korona Drzycim, występuje w A-klasie.

## Historia
Pierwsza wzmianka dotycząca Drzycimia pochodzi z 90. XI wieku. 6 kwietnia 1091 rozegrała się tu bitwa między wojskami Władysława Hermana i Pomorzanami (prawdopodobnie dowodzonymi przez księcia Świętobora). Opisana przez Galla Anonima jako zwycięstwo wojsk polskich, najprawdopodobniej zakończyła się ich porażką. Od roku 1309 wieś przeszła w ręce Zakonu Szpitala Najświętszej Marii Panny Domu Niemieckiego – czyli tzw. Krzyżaków. W trakcie wojny trzynastoletniej, w roku 1461, powróciła tu władza polska. W wyniku I rozbioru Drzycim stał się częścią Prus. Niepodległość odzyskał w roku 1920. Podczas II wojny światowej włączony został do Rzeszy. W czasie okupacji zginęło wielu mieszkańców gminy, o czym świadczą mogiły w Jastrzębiu, Drzycimiu i Gródku.

## Warianty nazewnicze wsi
- przed rokiem 1900: Drzietczin lub Driczmin
- lata 1900–1918 oraz 1939–1942: niem. Dritschmin
- 1918–1939 Drzycim
- 1942–1944 niem. Dretz